# Earl of Mexborough

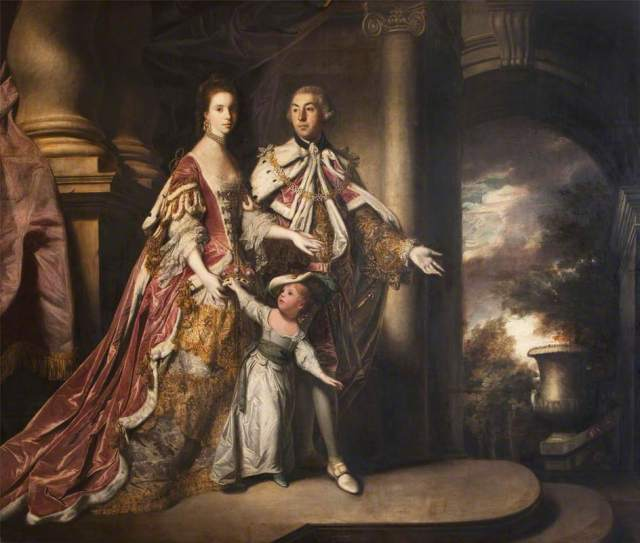
John Savile, 1. Baron Pollington, mit Gattin und Sohn, um 1763

Wappen der Earls of Mexborough

Earl of Mexborough, of Lifford in the County of Donegal, ist ein erblicher britischer Adelstitel in der Peerage of Ireland.

## Verleihung und nachgeordnete Titel
Der Titel wurde am 11. Februar 1766 für den Unterhausabgeordneten John Savile, 1. Baron Pollington geschaffen. Er war 1747 bis 1754 Abgeordneter für Hedon (Yorkshire) und 1761 bis 1768 für Shoreham (Sussex). Zusammen mit Earldom wurde ihm der nachgeordnete Titel Viscount Pollington, of Ferns in the County of Wexford verliehen. Bereits am 8. November 1753 war er zum Baron Pollington, of Longford in the County of Longford, erhoben worden.
Obwohl der Engländer John Savile keinen besonderen Bezug zu Irland hatte, wurden ihm die Titel jeweils in der Peerage of Ireland verliehen, damit er seinen Sitz im Unterhaus behalten konnte und nicht etwa stattdessen einen automatischen Sitz im Oberhaus erhielt, die mit Titeln in der Peerage of Great Britain verbunden gewesen wäre. Bemerkenswerterweise bezieht sich die territoriale Widmung der Titel sogar nicht auf irische, sondern auf englischen Orte, nämlich Mexborough und Pollington in Yorkshire.
Familiensitz der Earls war Methley Hall in Methley, südöstlich von Leeds, in Yorkshire, und ist seit 1897 Arden Hall, bei Hawnby, in Yorkshire.

## Liste der Earls of Mexborough (1766)
- John Savile, 1. Earl of Mexborough (1719–1778)
- John Savile, 2. Earl of Mexborough (1761–1830)
- John Savile, 3. Earl of Mexborough (1783–1860)
- John Savile, 4. Earl of Mexborough (1810–1899)
- John Savile, 5. Earl of Mexborough (1843–1916)
- John Savile, 6. Earl of Mexborough (1868–1945)
- John Savile, 7. Earl of Mexborough (1906–1980)
- John Savile, 8. Earl of Mexborough (* 1931)

Titelerbe (Heir apparent) ist der älteste Sohn des aktuellen Titelinhabers, John Savile, Viscount Pollington (* 1959).